# Hyracodon
Hyracodon ('dente de hyrax ') é um extinto gênero de Rinoceronte
Ele é consideirado um mamífero rápido, cerca de 1,5 m (5 pés) de comprimento. O crânio do Hyracodon é grande em comparação ao resto do corpo. Hyracodon tinha a dentição semelhante a dos rinocerontes mais tarde, mas era um animal muito menor e diferiu muito pouco na aparência primitiva de cavalos que foi contemporâneo (32-26 milhões de anos atrás).
Teve um curto e amplo focinho e os suas pernas longas e magras tinham três dedos.
Tal como os cavalos primitivos, eles habitaram as florestas abertas e arborizadas (estepes) e transformado a partir de folhagens ao pastejo da grama. Eles morreram fora, sem deixar descendentes e que marca o final do filogenético ramo de rinocerontes primitivos.
Esta pequena e rápida criatura correndo era um parente próximo do maior mamífero terrestre que já viveu, a 8 metros (26 pés) de altura, o Paraceratherium.